# Thủy điện Nậm Khắt
Thủy điện Nậm Khắt là thủy điện xây dựng trên dòng Nậm Khắt tại vùng đất xã Thẩm Dương và Dần Thàng, huyện Văn Bàn tỉnh Lào Cai, Việt Nam .
Thủy điện Nậm Khắt có công suất lắp máy 7,5 MW với 2 tổ máy, sản lượng điện hàng năm 33 triệu KWh, khởi công tháng 6/2016, hoàn thành tháng 1/2018 .

## Nậm Khắt
Nậm Khắt là dòng suối chảy ở huyện Văn Bàn, phụ lưu của sông Minh Lương - ngòi Nhù trong hệ thống sông Hồng.
Nậm Khắt bắt nguồn từ hợp lưu các suối ở vùng núi tây bắc xã Nậm Chày, chảy uốn lượn về hướng đông nam, đổ vào sông Minh Lương tại nơi là ranh giới xã Thẩm Dương và Dần Thàng.

## Chỉ dẫn
1. ↑  Trong tiếng Thái-Tày "Nậm" có nghĩa là nước, sông, suối.

- Phân biệt với xã Nậm Khắt huyện Mù Cang Chải, tỉnh Yên Bái, nơi cũng có dòng suối Nậm Khắt (Mù Cang Chải).